# Tatra (gebergte)
De Tatra (Slowaaks en Pools: Tatry) is een gebergte op de grens van Polen en Slowakije. Het vormt een deel van de Karpaten.
Het gebergte bestaat uit vier delen:
- Belianske Tatra (Belianske Tatry; Bielańskie Tatry)
- Hoge Tatra (Vysoké Tatry; Wysokie Tatry)
- Lage Tatra (Nízke Tatry; Niskie Tatry)
- Westelijke Tatra (Západné Tatry; Zachodnie Tatry)

## Nationale parken
Een groot deel van de bovenstaande gebieden behoren tot het 795 km² grote Nationaal Park Tatra (Slowaaks: "Tatranský národný park"). Ook het Poolse deel van de Tatra is bekend onder de naam Nationaal Park Tatra (Pools: Tatrzański park narodowy). Een ander nationaal park in de Tatra is het Nationaal Park Lage Tatra.

## Fotogalerij

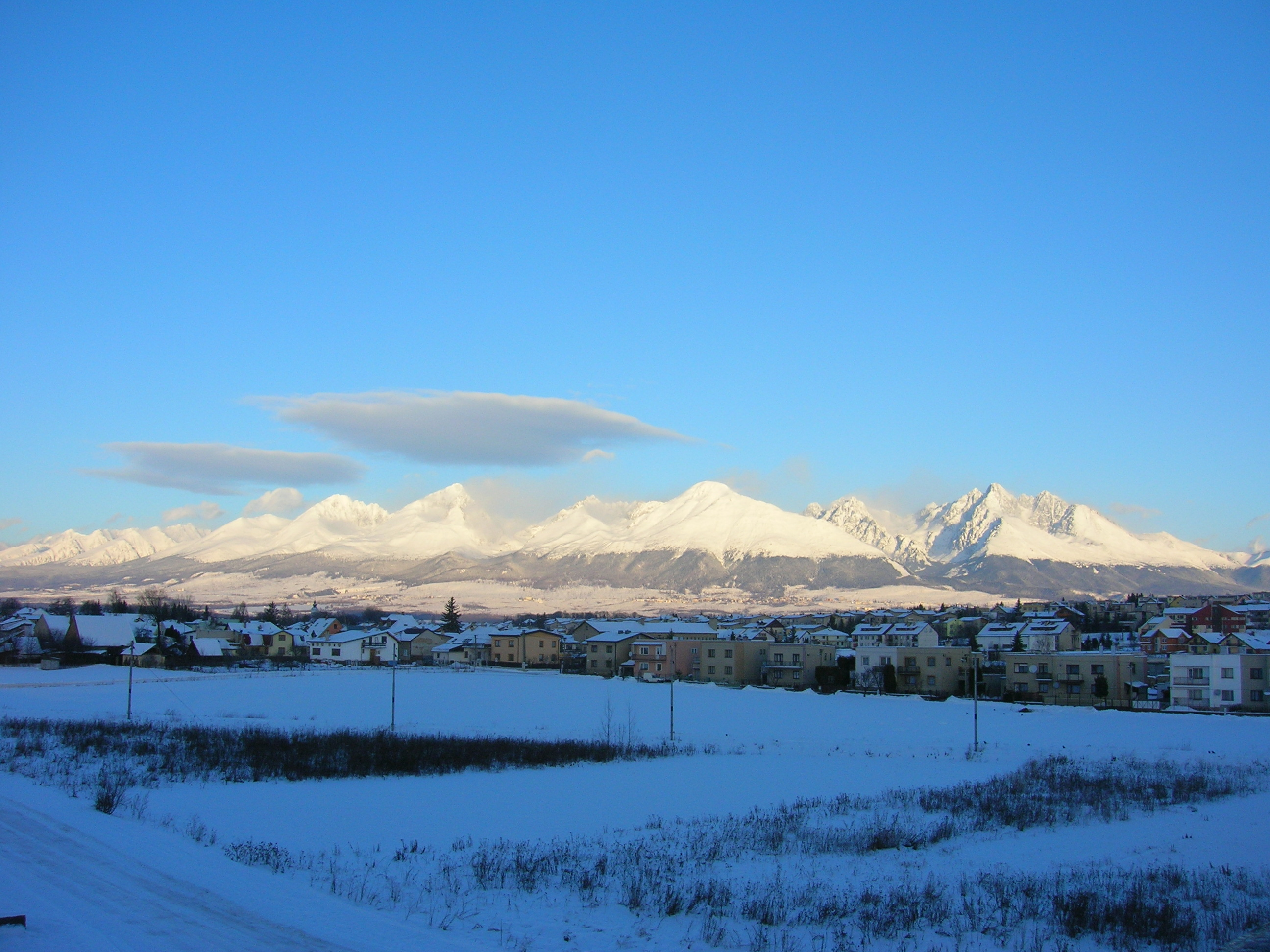
De Hoge Tatra, gezien vanaf treinstation Poprad-Tatry
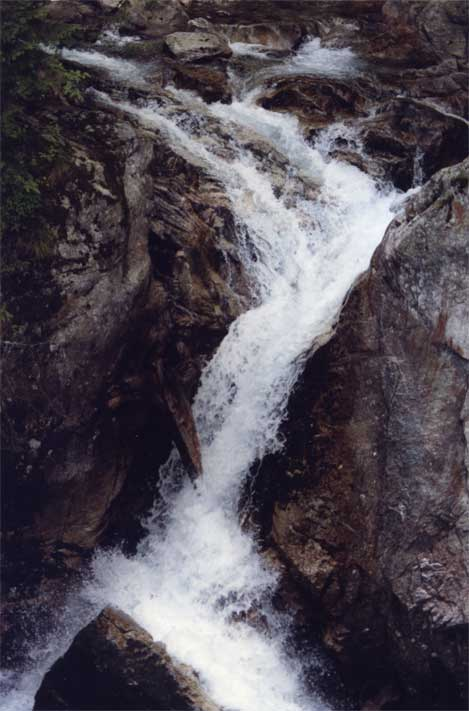
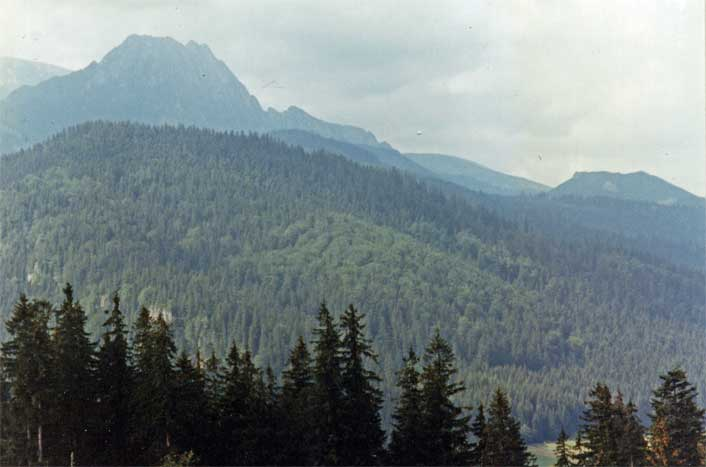
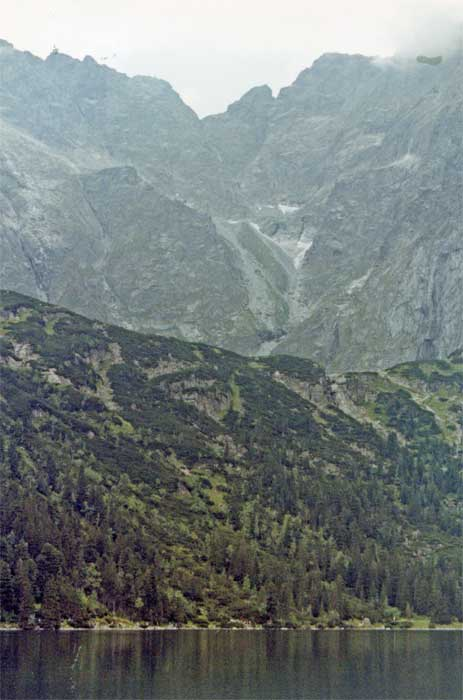
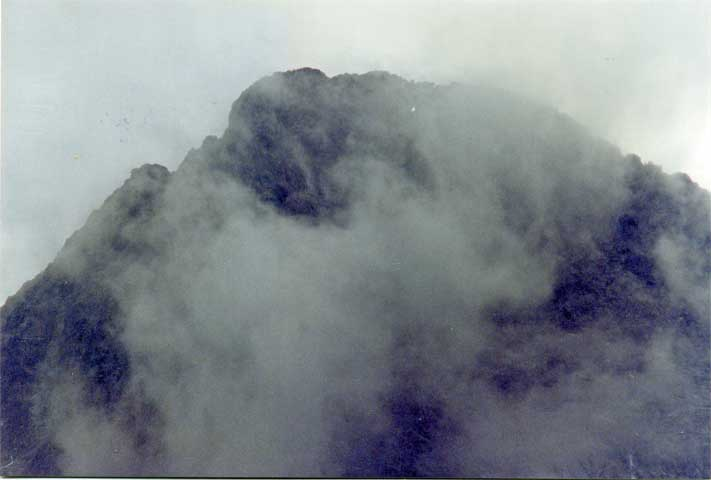
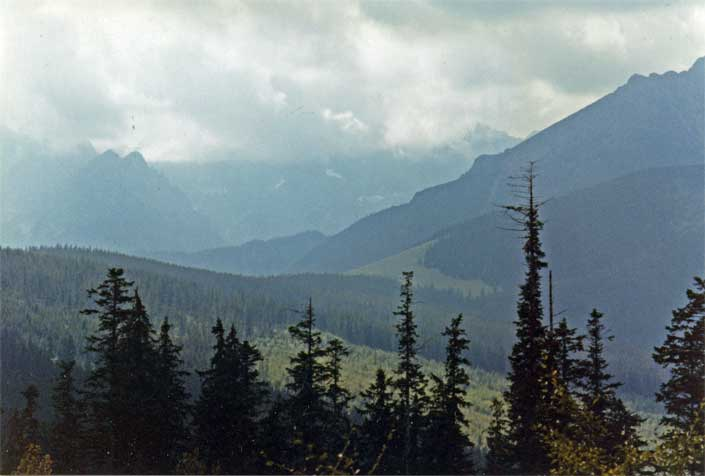
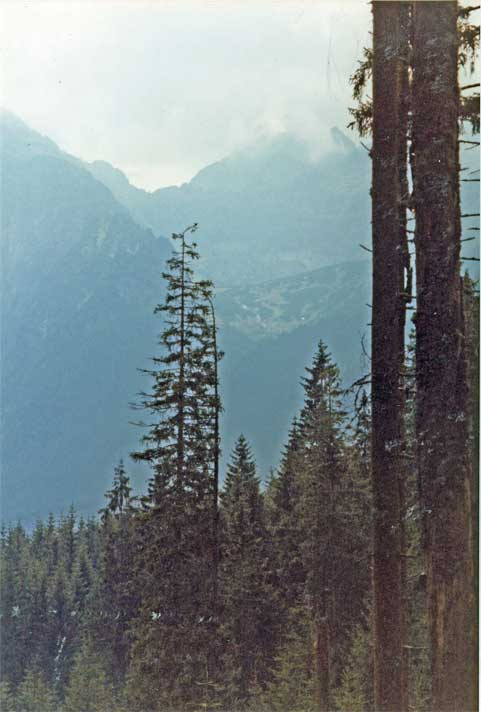
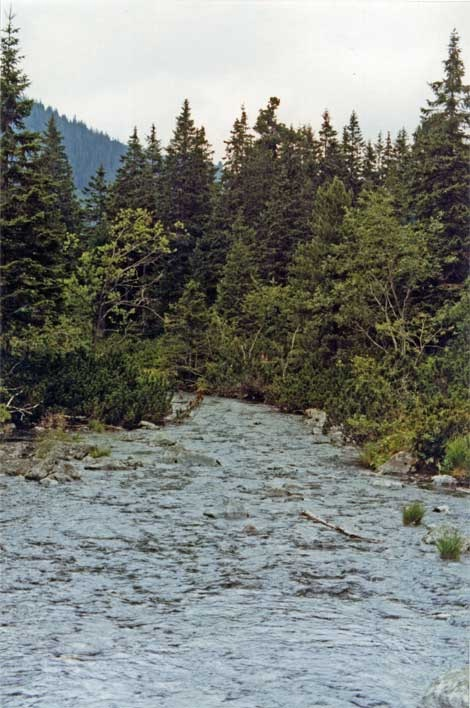
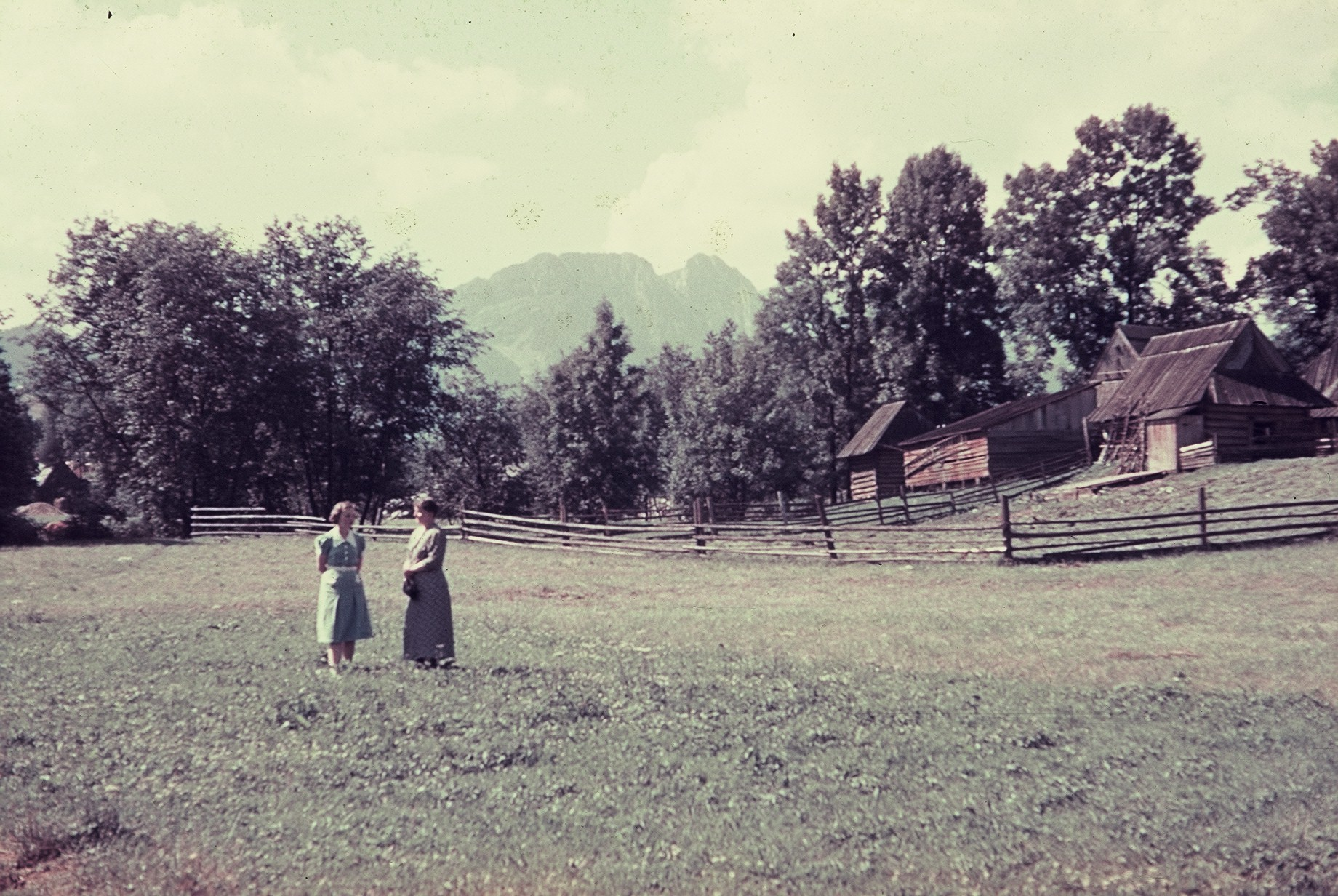
1938